# William Chan
William Chan Wai-ting (nascido em 21 de novembro de 1985) é um cantor, dançarino e ator  honconguês. Participou do grupo de Cantopop Sun Boy’z de 2006 até 2008, quando iniciou sua carreira solo com o lançamento de seu primeiro álbum solo, Will Power.
Como ator, participou do filme O Mestre do Yin Yang e da série Novolândia: Eclipse de Pérola.

## Carreira Musical
Em 2003, Chan iniciou sua carreira artística na competição musical chinesa New Talent Singing Awards, ganhando o Golden Mi Award, o Stage Performance Award e o Self Talent Performance Award.
Em 2006, Chan se junta ao grupo Sun Boy’z, onde fica até o ano 2008, quando começa sua carreira solo, com o lançamento do álbum Will Power.
Em 2009, Chan lança seu segundo álbum,  戰士 (Warrior). Em 2010, Chan lançou os álbuns Do You Wanna Dance  e Heads or Tails. Nos anos seguintes, Chan publicou os álbuns Wow (2011) e Pop It Up (2012).
Em 2015, lança seu primeiro EP em mandarim, 等等. Este álbum bateu recordes de vendas e teve a música “好想抱着你” (pinyin: Hǎo xiǎng bàozhe nǐ, lit. ‘eu realmente quero te abraçar’) no topo das paradas chinesas.

## Carreira de Ator
Em 2009, Chan iniciou sua carreira como ator, no filme Overheard. Seu primeiro papel como protagonista veio com Hi, Fidelity.
Em 2013, Chan muda os rumos de sua carreira para a China Continental.

## Vida Pessoal
O pai de William morreu ainda jovem, de câncer de pulmão, deixando a esposa com três filhos, sendo Chan o mais jovem.
Antes da popularidade, em 2005, Chan conheceu Angelababy, com quem viveu um romance de quatro anos.
Durante as gravações de Beauty on Duty (2010), William Chan e Charlene Choi assumem seu relacionamento. Em 2015, através de suas contas no Weibo, os atores anunciaram o fim de seu relacionamento.
Em 2018, a modelo brasileira Bruna G. Marth foi apontada como namorada de Chan.  Durante o período em que se especulava a relação, a modelo sofreu ataques em suas redes sociais por parte de fãs do ator.

## Discografia

### Álbuns
| Ano  | Título             | Ref    |
| ---- | ------------------ | ------ |
| 2008 | Will Power         | [ 5 ]  |
| 2009 | 戰士 (Warrior)     | [ 6 ]  |
| 2010 | Do You Wanna Dance | [ 7 ]  |
| 2010 | Heads or Tails     | [ 8 ]  |
| 2011 | Wow                | [ 9 ]  |
| 2012 | Pop It Up          | [ 10 ] |
| 2015 | 等等               | [ 11 ] |

### Singles
| Ano  | Título            | Ref    |
| ---- | ----------------- | ------ |
| 2021 | Dear Future Lover | [ 19 ] |

## Filmografia

### Cinema
| Ano  | Título               | Personagem | Ref    |
| ---- | -------------------- | ---------- | ------ |
| 2009 | Overheard            | Zu         | [ 13 ] |
| 2010 | Beauty on Duty       | Qin Lang   | [ 20 ] |
| 2011 | Hi, Fidelity         | Bill / Ben | [ 14 ] |
| 2021 | O Mestre do Yin Yang | Ci Mu      | [ 1 ]  |

### Séries
| Ano  | Título                        | Ref   |
| ---- | ----------------------------- | ----- |
| 2021 | Novolândia: Eclipse de Pérola | [ 2 ] |